# Sport à New York
Le sport à New York est dominé par la présence de sept franchises des quatre grandes ligues professionnelles (NFL, MLB, NBA et LNH) et un calendrier événementiel toujours fourni comportant notamment le Marathon de New York, des courses hippiques prestigieuses, un tournoi de tennis du grand chelem (US Open) et des championnats du monde de boxe, notamment. Pour accueillir ces compétitions, New York possède quelques stades et salles de renom tel le Madison Square Garden, le Yankee Stadium et le Shea Stadium, mais certaines des franchises new-yorkaises ont dû s'expatrier au New Jersey (Giants Stadium où jouent les deux franchises de la NFL). Si l'on inclut la banlieue, l'agglomération new-yorkaise compte neuf franchises majeures, étant la seule métropole américaine à compter au moins deux franchises dans chaque ligue. La ville possède de plus une ancienne tradition sportive. C'est là que le baseball fut mis au monde en 1845. La ville de New York enfin abrite le siège de la Ligue nationale de football, de la Ligue nationale de hockey, de la National Basketball Association, de la Major League Baseball, de la Women's National Basketball Association, de la National Women's Hockey League et de la Major League Soccer.

## Principales franchises sportives actuelles
| Franchise                   | Ligue                      | Stade                 | Création | Titres |
| --------------------------- | -------------------------- | --------------------- | -------- | ------ |
| Yankees de New York         | MLB (baseball)             | Yankee Stadium        | 1901     | 27     |
| Mets de New York            | MLB (baseball)             | Citi Field            | 1962     | 2      |
| Rangers de New York         | LNH (hockey sur glace)     | Madison Square Garden | 1926     | 4      |
| Islanders de New York       | LNH (hockey sur glace)     | UBS Arena             | 1972     | 4      |
| Giants de New York          | NFL (football américain)   | MetLife Stadium       | 1925     | 4      |
| Jets de New York            | NFL (football américain)   | MetLife Stadium       | 1960     | 1      |
| Knicks de New York          | NBA (basket-ball)          | Madison Square Garden | 1946     | 2      |
| Nets de Brooklyn            | NBA (basketball)           | Barclays Center       | 1967     | 0      |
| Liberty de New York         | WNBA (basket-ball féminin) | Barclays Center       | 1997     | 0      |
| Red Bulls de New York       | MLS (soccer)               | Red Bull Arena        | 1996     | 0      |
| Gotham du NJ/NY             | NWSL (soccer)              | Red Bull Arena        | 2006     | 1      |
| New York City Football Club | MLS (soccer)               | Yankee Stadium        | 2013     | 0      |

## Histoire

### Baseball

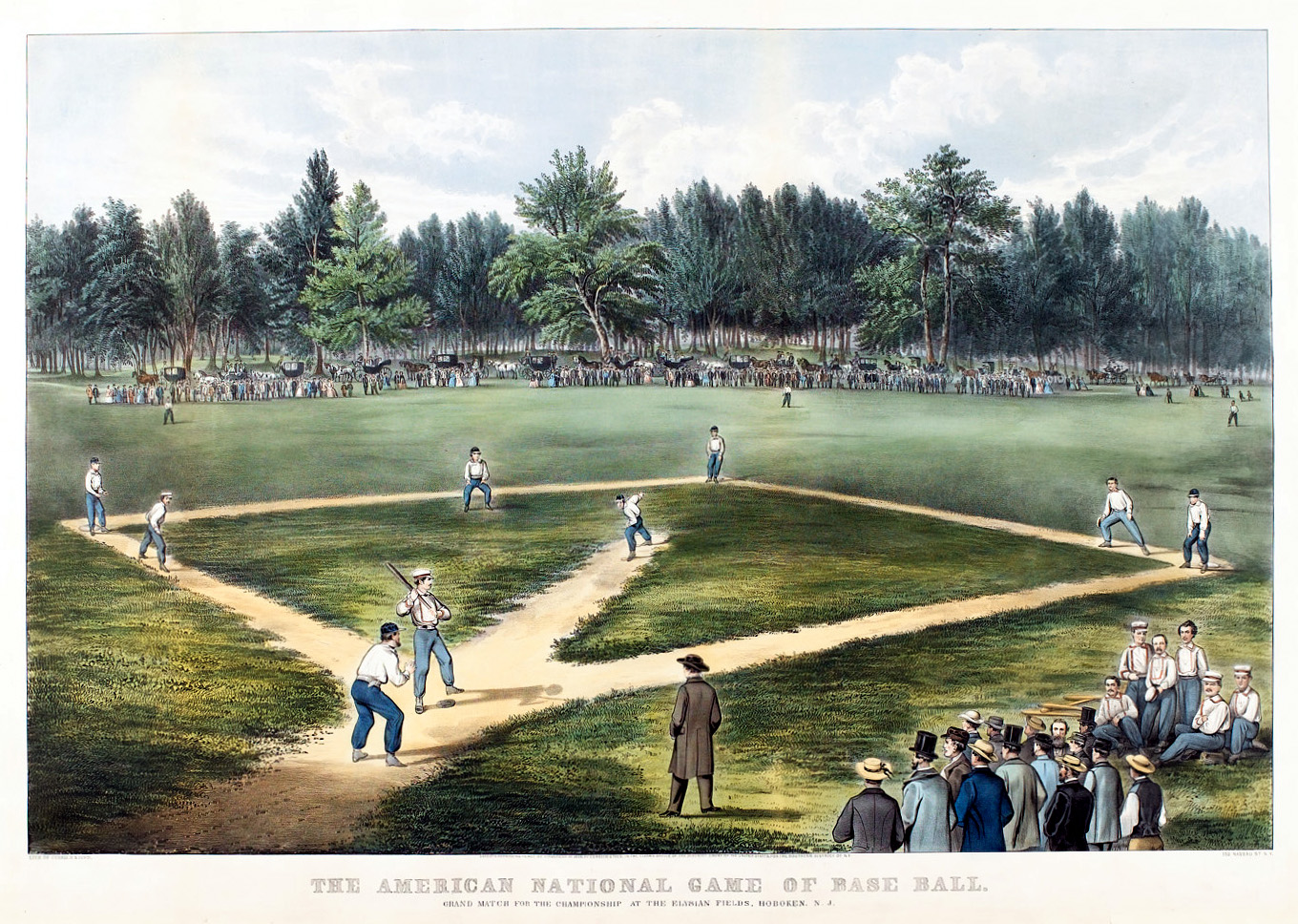
Match de baseball à New York en 1866

New York tient une place particulière dans la genèse du baseball. En 1845, les premières règles modernes (les « Knickerbocker Rules ») ont été codifiées par Alexander Cartwright. Elles sont une adaptation des jeux de rounders, town-ball et autre round-ball. C'est à Manhattan et Brooklyn que se forment les formations new-yorkaises comme les Knickerbockers de New York qui enfantent la première version moderne du jeu de baseball.
La première fédération est fondée à New York en 1857 par seize clubs de New York et Brooklyn : la NABBP (National Association of Base Ball Players) qui organise le premier championnat gagné par les Atlantics de Brooklyn.
Le baseball, ou « New York Game » comme il est parfois surnommé à ses débuts, tient ainsi une place particulière à New York : il est toujours considéré comme le sport le plus populaire. Ces clubs comme les Yankees de New York, Giants de New York et Dodgers de Brooklyn dominent les palmarès jusqu'au drame de l'hiver 1957-1958, et le transfert sur la côte ouest de deux de ses trois franchises de ligue majeure. Les Yankees restent pendant quatre ans orphelins d'un rival local, jusqu'à la création des Mets de New York en 1962.

## Les principales compétitions sportives se tenant à New York
La ville de New York est également le théâtre de l'un des tournois majeurs de la saison de tennis, avec l'US Open qui a lieu à la fin du mois d'août à Flushing Meadows (tournoi masculin et féminin). En outre, l'un des évènements sportifs majeurs de la saison d'athlétisme a également lieu dans Big Apple avec le très populaire Marathon de New York qui a lieu depuis 1970, et qui regroupe en moyenne plus de 30 000 participants. Organisé fin octobre, le marathon de new York qui part du Verrazano fut créé en 1970, alors que la mode du jogging battait son plein. En l'espace de quelques années seulement, ce rendez vous très prisé des yuppies venus du monde entier acquit un statut international, du fait de son cadre, mais aussi grâce à la qualité et à la popularité de ses vainqueurs.

## Les principales installations sportives de New York

### Stades
- St. George Cricket Grounds, stade de cricket et de baseball (fin XIXe siècle)
- Washington Park, stade de baseball (1883-1915)
- Polo Grounds, stade de baseball et de football américain (1890-1963)
- Yankee Stadium I, stade de baseball (depuis 1923)
- Gaelic Park, stade de sports gaéliques (depuis 1926)
- Downing Stadium, stade omnisports (1934-2002)
- Shea Stadium, stade de baseball (1964-2008)
- MCU Park, stade de baseball (depuis 2001)
- Richmond County Bank Ballpark, stade de baseball (depuis 2001)
- Icahn Stadium, stade omnisports (depuis 2005)
- Citi Field, stade de baseball (depuis 2009)
- Yankee Stadium II, stade de baseball (depuis 2009)
- Giants Stadium, stade de football américain et soccer (1976-2010)
- New Meadowlands Stadium, stade de football américain (depuis 2010)

### Salles
- Madison Square Garden, salle omnisports (depuis 1925)
- Rose Hill Gymnasium, salle de basket-ball universitaire (depuis 1925)
- Carnesecca Arena, salle de basket-ball universitaire (depuis 1961)
- Barclays Center, salle de basket-ball (ouverture prévue en 2009)

### Divers
- Aqueduct Racetrack, hippodrome (depuis 1894)
- Belmont Park, hippodrome (depuis 1905, à Elmont)
- Racquet and Tennis Club, salle de jeu de paume (depuis 1918)
- Arthur Ashe Stadium, court de tennis (depuis 1997)

## Les principaux clubs sportifs basés à New York

### Baseball
- Knickerbockers de New York, NABBP (1845-?)
- Atlantics de Brooklyn, NABBP puis NAPBBP (1855-1881)
- Eckford de Brooklyn, NABBP puis NAPBBP (1855-1872)
- Union of Morrisania, NABBP (1855-?)
- Mutuals de New York NABBP puis NAPBBP (1857-1876)
- Metropolitans de New York, American Association (1880-1887)
- Dodgers de Brooklyn, MLB (1883-1957)
- Giants de New York, MLB (1883-1957)
- Cuban Giants, Negro League (1885-1899)
- Yankees de New York, MLB (depuis 1901)
- Royal Giants de Brooklyn, Negro League (1910-1942)
- Tip-Tops de Brooklyn, Federal League (1914-1915)
- Cubans de New York, Negro League (1935-1950)
- Black Yankees de New York, Negro League (1936-1948)
- Mets de New York, MLB (depuis 1962)
- Yankees de Staten Island, New York - Penn League (A) (depuis 1999)
- Cyclones de Brooklyn, New York - Penn League (A) (depuis 2000)

### Basket-ball
- Visitations de Brooklyn, ABL (1928-1939)
- Knicks de New York, NBA (depuis 1946)
- Nets de New York, NBA (1968-1977)
- Nets de Brooklyn, NBA (depuis 2012)

### Basketball féminin
- Liberty de New York, WNBA (depuis 1997)

### Crosse
- Titans de New York, National Lacrosse League (depuis 2006)
- Lizards de New York, Major League Lacrosse

### Soccer
- Cosmos de New York, NASL (1971-1985)
- Red Bulls de New York (ex-MetroStars), Major League Soccer (depuis 1996) (jouent au New Jersey)
- Cosmos de New York, NASL (depuis 2013)
- New York City FC, Major League Soccer (depuis 2015)
- Gotham du NJ/NY (ex-Sky Blue FC), NWSL (fondée en 2006 ; membre de la NWSL depuis 2013) (jouent au New Jersey)

### Football américain
- Giants de New York, NFL (depuis 1925) (jouent au New Jersey)
- Yankees de New York, NFL (1927-1928)
- Stapletons de Staten Island, NFL (1929-1932)
- Dodgers de Brooklyn, NFL (1930-1944)
- Bulldogs de New York (puis Yanks de New York), NFL (1949-1951)
- Jets de New York, AFL puis NFL (depuis 1960) (jouent au New Jersey)

### Football américain en salle
- Dragons de New York, Arena Football League (1995-2008)

### Hockey sur glace
- Americans de New York, LNH (1925-1942)
- Rangers de New York, LNH (depuis 1926)
- Islanders de New York, LNH (depuis 1972)

### Tennis
- Buzz de New York, World Team Tennis (depuis ?)
- Sportimes de New York, World Team Tennis (depuis ?)

### Universitaire
- Lions de Columbia, Ivy League (Division I FCS de la NCAA)
- Red Storm de St. John's, Big East Conference (Division I de la NCAA, sans football américain)
- Rams de Fordham, Atlantic 10 Conference (Division I FCS de la NCAA ; le football américain joue dans la Patriot League)
- Sharks de LIU, Northeast Conference (Division I FCS de la NCAA)
- Jaspers de Manhattan, Metro Atlantic Athletic Conference (Division I de la NCAA, sans football américain)
- Seahawks de Wagner, Northeast Conference (Division I FCS de la NCAA)
- Violets de l'université de New York, University Athletic Association (Division III de la NCAA)
- La Skyline Conference (Division III de la NCAA) rassemble onze universités et collèges new-yorkais
- La City University of New York Athletic Conference (Division III de la NCAA) rassemble quinze universités et collèges new-yorkais